# Kim Mather
Kim Mather (* 15. Juli 1951 in Newton-le-Willows, Lancashire) ist ein ehemaliger britischer Automobilrennfahrer. Mather nahm von 1977 bis 1981 an mehreren Läufen der Formel-2-Europameisterschaft und an weiteren Monoposto-Rennen teil.

## Karriere
Schwerpunktmäßig fuhr Mather in der Shellsport International Series und deren Nachfolgerin, der Aurora-AFX-Formel-1-Serie. Diese Reihe wurde auch als „britische Formel-1-Meisterschaft“ bezeichnet. In der Regel starteten hier junge Rennfahrer, die noch nicht in der Formel 1 etabliert waren, mit älteren Formel-1- oder Formel-2-Chassis. Von 1977 bis 1981 meldete sich Mather außerdem zu sechs Rennen der Formel-2-Europameisterschaft, bei fünf von ihnen ging er an den Start. Er beschränkte sich in allen Serien auf britische Rennstrecken. Ein Sprung in die Formel 1 gelang ihm nicht.

### 1974
1974 bestritt Mather in der britischen Formel-Atlantic-Meisterschaft sein erstes Monoposto-Rennen. Mit einem Brabham BT38 ging er in Oulton Park an den Start. Er beendete das Rennen auf Platz neun. Dafür erhielt er zwei Punkte und wurde in der Meisterschaft auf Rang 32 geführt. 
In den folgenden zwei Jahren sind keine Rennaktivitäten Mathers verzeichnet.

### 1977
1977 debütierte Mather in der Shellsport International Series. Sein erstes Rennen war der achte Meisterschaftslauf, der am 9. Juli 1977 in Oulton Park stattfand. Mather fuhr einen Chevron B34 mit Cosworth-BD-Motor. Im Rennen fiel er in der dritten Runde nach einem Unfall aus. Beim anschließenden Rennen in Mallory Park kam Mather erstmals ins Ziel; er wurde Siebter. Sein drittes Rennen war der 14. Meisterschaftslauf in Brands Hatch, den er als Neunter beendete.
Zwei Wochen nach dem Shellsport-Rennen in Brands Hatch debütierte Mather am 29. Oktober 1977 in der Formel-2-Europameisterschaft. Er ging beim letzten Lauf der Saison 1977 in Donington Park F2 Trophy mit einem älteren Chevron B35 und Cosworth-BD-Motor an den Start, den er unter eigenem Namen meldete. Sponsor war die Gastwirtschaft Dinorben Arms Inn. Mather kam auf Platz 14 ins Ziel. 

### 1978
1978 ging Mather hier bei zehn von zwölf Rennen der Aurora-AFX-Formel-1-Serie mit einem Chevron B34 an den Start. Den Saisonauftakt in Oulton Park, der gleichzeitig das erste Rennen dieser neu ins Leben gerufenen Serie war, beendete er auf Platz vier, beim vierten Lauf in Mallory Park kam er als Fünfter ins Ziel. Am Saisonende belegte er mit 18 Punkten Rang 15 der Wertung.
In der Saison 1978 fuhr Mather kein Formel-2-Rennen. 

### 1979
1979 nahm Mather an neun von 12 Meisterschaftsläufen der Aurora-AFX-Formel-1-Serie teil. In der Regel fuhr er einen March 772P, der anfänglich mit einem Hart- und später mit einem BMW-Motor ausgestattet war. Bei einem Anlass – der Anglia TV Trophy in Snetterton – meldete er stattdessen einen Chevron B34. Mather kam bei sieben Läufen ins Ziel, zweimal in den Punkterängen. Bei der Daily Express Formula One Trophy in Oulton Park wurde er Sechster, bei der ATV Trophy in Mallory Park Vierter. In der Abschlusswertung belegte Mather mit vier Meisterschaftspunkten Rang 14.
In der 1979 bestritt Mather zwei Rennen. Zunächst meldete er seinen March 772P mit zur International Trophy, die er auf Platz 12 beendete. Beim dritten Meisterschaftslauf, der B.A.R.C. „200“ in Thruxton, fuhr Mather mit Platz 10 sein bestes Resultat in der Formel 2 ein. Weitere Formel-2-Rennen bestritt er in diesem Jahr nicht. 

### 1980
In der Aurora-AFX-Formel-1-Serie 1980 ging Mather bei zehn der insgesamt 12 Meisterschaftsläufe an den Start. Er fuhr einen March 802 mit Hart-Motor. Nachdem er anfänglich dreimal infolge technischer Defekte ausgefallen war, etablierte er sich im Sommer 1980 im Mittelfeld. Im Herbst kamen dann drei Positionierungen in den Punkterängen. Die Radio Victory Trophy in Thruxton und die Pentax Trophy in Silverstone beendete Mather jeweils als Sechster. Bei der Daily Express Trophy in Silverstone wurde er Zweiter hinter Jim Crawford. Am Saisonende lag er auf Rang 10 der Meisterschaftswertung.
1980 kehrte Mather für ein Rennen in die Formel 2 zurück. Für das Auftaktrennen war er zwar gemeldet, ging letztlich aber nicht an den Start. In der Meldung erschien Mathers Name in Verbindung mit Theodore Racing, was darauf hindeutet, dass Mather versucht hatte, finanzielle Unterstützung des Rennsportmäzens Theodore „Teddy“ Yip zu erhalten. Zweieinhalb Monate später startete er ohne erkennbare Unterstützung Yips bei der Marlboro Trophy in Silverstone; die Meldung erfolgte nun unter dem Namen Aycliffe Newton Racing. Hier kam Mather als 13. ins Ziel.

### 1981
1981 wurde die Aurora-AFX-Formel-1-Serie nicht ausgetragen. Mather fuhr in diesem Jahr nur zwei Rennen der Formel-2-Europameisterschaft. Für Aycliffe Newton ging er beim ersten und beim letzten britischen Formel-2-Lauf dieses Jahres an den Start. Bei beiden Rennen fuhr er einen zwei Jahre alten March 792 mit Hart-Motor. Beim Saisonauftakt in Silverstone (International Trophy) fiel er vorzeitig infolge eines Schadens der Radaufhängung aus. Fünf Monate später beendete er die Donington „50.000“ auf Platz 18. 
Mit Ablauf des Jahres 1981 beendete Mather seine Karriere im Monoposto-Sport.

## Privates
Seit seinem Rückzug als aktiver Fahrer unterhält Mather nur wenige Kontakte zum Automobilsport. Er betreibt einen Autohandel und eine Werkstatt in Lancashire.